# Дурген-Нуур
Дурген-Нуур (також Доргон-Нур та Доро-Нур, монг. Дөргөн Нуур) — безстічне слабо солене озеро на заході Улоговини Великих озер в Монголії. З'єднане протокою з озером Хара-Нур. На південний захід від озера розташовано місто Кобдо.

## Характеристика
Береги низькі звивисті, з барханами та солончаками, мінералізація води 4 г/л. У 1997 році озеро та прилеглі до нього території отримали статус особливо охоронюваних територій — національного парку.
Є одним з групи озер, які в доісторичні часи були одним великим озером, яке зникло приблизно 5000 років тому що призвело до того, що клімат у цьому регіоні став більш посушливий.

Самі озера зараз поступово пересихають.